# コンパスグループ・ジャパン
コンパスグループ・ジャパン株式会社（英: Compass Group Japan Inc.）は、コントラクトフードサービスにおける世界最大手のコンパスグループPLC（英国）の日本法人。東京都中央区に本社を置き、かつてはセゾングループに属していた。
受託運営事業を主としており、社員食堂や病院、高齢者施設、教育関連施設での給食サービスなど、さまざまなフードサービスを展開する。

## 概要

### 過去の事業
元セゾングループのファミリーレストラン「CASA (カーサ)」や、そごう・西武（西武百貨店の後身）のレストラン街内の店舗運営なども行っていたが、2019年から2020年にかけて順次撤退している。
また、ゴルフ場クラブハウス内のレストランなどスポーツ・レジャー施設、高速道路のサービスエリア・パーキングエリアでのレストラン・ショップ運営も行っていたが、2019年9月にそれらの一部事業を、クリエイト・レストランツ・ホールディングスへ譲渡。翌年の2月には、高速道路SA・PAのレストラン・ショップ事業をハイウェイロイヤルへ移管した。
かつては東名高速道路・海老名サービスエリア（下り）、東京湾アクアライン・海ほたるパーキングエリア、関越自動車道・赤城高原サービスエリア（下り）などのレストラン・ショップを運営していた。
2018年5月には、東名・海老名サービスエリア（下り線側）での「海老名メロンパン」の販売数が「48時間以内で最も多く売れた焼きたて菓子パンの数」として27,503個を販売し世界一の記録を樹立した。

### エバラ食品工業との関係
創業者の森村武次郎はエバラ食品工業創業者の森村國夫の兄にあたる。武次郎は東京都荏原区（現：品川区）でソース・ケチャップ製造事業を行っており、1947年9月に荏原食品工業株式会社（現：コンパスグループ・ジャパン）を設立。1953年4月、荏原食品工業はキンケイ食品工業へ改称し、1956年12月には金鶏商会（現：平和食品工業）の創業者が死去したことから、武次郎が同社の経営権を継承することとなった。
そして、弟の國夫が1958年5月に横浜市神奈川区で荏原食品株式会社を設立し、「キンケイ」ブランドのソース・ケチャップの製造販売を開始。弟の國夫が経営する荏原食品株式会社は、1968年（昭和43年）4月に商品ブランドを「キンケイ」から「エバラ」へ変更、同年7月にはエバラ食品工業株式会社へ商号変更した。「エバラ焼肉のたれ」で親しまれる同社の社名も、國夫がかつて事業を営んでいた荏原区に由来する。これらの3社は直接的な資本関係はないものの、同じ森村家にルーツを持つ食品製造会社として繋がりを持ってきた。

## 沿革
参照：
- 1947年（昭和22年） - 荏原食品工業株式会社として設立。
- 1953年（昭和28年） - キンケイ食品工業株式会社へ商号変更。
- 1961年（昭和36年）7月 - 東京証券取引所市場第二部に上場。
- 1976年（昭和51年）
  - 3月 - 株式会社レストラン西武を合併。
  - 6月 - 株式会社レストラン西武へ商号変更。
- 1983年（昭和58年）10月 - 東京証券取引所市場第一部に上場。
- 1989年（平成元年） - 株式会社西洋フードシステムズへ商号変更。
- 1996年（平成8年） - 外食産業では初となる有機栽培米を導入、ファミリーレストラン「CASA」居酒屋「藩」で提供開始。
- 2001年（平成13年） - 受託運営する海老名サービスエリア、海ほたるパーキングエリアの店舗で、高速道路の飲食施設としては日本初となる「ISO14001」認証を取得。
- 2002年（平成14年）
  - 1月 - コンパスグループ・ホールディング BVによる株式公開買付けが完了。
  - 10月 - 東京証券取引所市場第一部から上場廃止。
- 2005年（平成17年）4月 - 持株会社であるコンパス・グループ・ホールディングス・ジャパン等の3社を吸収合併。
- 2007年（平成19年）4月 - 西洋フードシステムズ九州、ラピスタ、フードライフを吸収合併、西洋フード・コンパスグループ株式会社へ商号変更。
- 2007年（平成19年）8月 - レストラン事業を西洋レストランシステムズとして分社化。
- 2011年（平成23年）
  - 1月 - 日本郵船グループの千代田給食サービス、丸の内ポールスターの2社がグループ入り[14]。
  - 5月 - 森永製菓グループの森永フードサービス（後のエムエフエス）がグループ入り[15]。
  - 10月 - 芙洋がグループ入り。
- 2012年（平成24年）
  - 2月 - 日本給食サービスがグループ入り。
  - 8月31日 - 西洋レストランシステムズとの資本提携を解消。
- 2013年（平成25年）10月 - 連結子会社のサンフード東海が、サンフードの給食事業（東海地区）を承継。
- 2015年（平成27年）10月 - 純粋持株会社、西洋フード・コンパスグループホールディングスを設立。
- 2016年（平成28年） 3月 - 第24回優良外食産業表彰で「農林水産大臣賞」受賞。コンパス九州、サンフード東海を吸収合併。
- 2017年（平成29年）10月 - 丸の内ポールスターを吸収合併。
- 2019年（令和元年）9月 - スポーツ施設・レジャー施設におけるレストラン事業等の一部を、クリエイト・レストランツ・ホールディングスへ譲渡[4][5]。
- 2020年（令和2年）
  - 2月 - 高速道路サービスエリア・パーキングエリアにおけるレストラン・ショップ運営事業を新たに設立したシーエフエス株式会社に事業分割し、事実上の事業撤退。後にシーエフエス社の経営権をロイヤルホールディングスが取得し、段階的に完全子会社化の上で「ハイウェイロイヤル株式会社」に商号変更。
  - 4月 - サンフード株式会社を吸収合併。
- 2021年（令和3年）4月 - コンパスグループ・ジャパン株式会社へ商号変更[16]。同時に、親会社の西洋フード・コンパスグループホールディングスは、コンパスグループ・ジャパンホールディングスへ商号変更。
- 2022年（令和4年）2月1日 - コンパスグループ・ジャパンHD（親会社）[17]、栄食メディックス、ユーレストジャパン、エムエフエス、日本給食サービスの5社を吸収合併。

## グループ会社
- 千代田給食サービス株式会社
- 株式会社芙洋
- 西洋ゼネラルフード株式会社